# چوی کانگ هی
چوی کانگ هی (کره‌ای: 최강희؛ زادهٔ ۱۲ آوریل ۱۹۵۹)، مدافع سابق تیم ملی فوتبال کره جنوبی است.سرمربی فعلی باشگاه فوتبال شاندونگ لیونگ چین است.

## اظهارات چوی درباره تیم ملی ایران
قبل از برگزاری بازی برگشت برابر ایران در رقابت‌های مقدماتی جام جهانی ۲۰۱۴ که آخرین بازی کره جنوبی در این بازی‌ها محسوب می‌شد، چوی اظهار داشت که از تیم ملی ایران، بیشتر از تیم ازبکستان بدش می‌آید و مایل است تا کره جنوبی و ازبکستان به جام جهانی صعود کنند! او همچنین گفت که پیش از بازی رفت آنها با ایران در تهران، برخورد مناسبی با آنها در ایران نشده‌است؛ هر چند که کارلوس کروش، سرمربی تیم ایران این گفته‌های چوی را تکذیب کرد. کره جنوبی مسابقه برگشت مقابل ایران را در ورزشگاه شهر اولسان با حساب ۱–۰ واگذار کرد.